# Harry Lamme
Harry Lamme (Naarden, 8 ottobre 1935 – Blaricum, 12 novembre 2019) è stato un pallanuotista olandese.
Ha partecipato, come membro del Paesi Bassi, alle Olimpiadi di Roma 1960.

## Biografia
Terzino solido con un tiro temuto, è stato selezionato anche per le Olimpiadi di Melbourne 1956, ma gli olandesi hanno boicottato questi Giochi all'ultimo momento per la repressione sovietica della rivolta ungherese. Come capitano, guidò la squadra olandese ai Campionati Europei del 1958, piazzandosi sesto. 